# Gothic II: Noc Kruka
Gothic II: Noc Kruka – oficjalne rozszerzenie do gry Gothic II, wyprodukowane przez firmę Piranha Bytes i wydane przez JoWooD Productions w 2003 roku.

## Fabuła dodatku
Gracz ma za zadanie pomóc Magom Wody w pokonaniu magnata (znanego z gry Gothic) o imieniu Kruk, którego celem jest zdobycie potężnego artefaktu, Szponu Beliara, ukrytego w świątyni Adanosa. Po zabiciu Kruka dostajemy do dyspozycji Szpon Beliara, który jest bezużyteczny dopóki nie poświęcimy go w jednej z kapliczek Beliara. W przypadku magów ognia Szpon Beliara zamienia się w jedną runę (mamy ich pięć do wyboru), którą można w każdej chwili zmienić na inną z dostępnych, oczywiście po uprzednim znalezieniu kapliczki Beliara. Wprowadzone w Nocy Kruka kapliczki poświęcone Beliarowi – patronowi szponu – umożliwiają, po złożeniu odpowiedniej ilości punktów życia, otrzymanie pewnej ilość złota. Gdy zdobędziemy Szpon Beliara mamy także możliwość ulepszenia go i dostosowania do własnych umiejętności, właśnie dzięki tym kapliczkom. Rozszerzenie zapewnia ok. 20-30 godzin zabawy i znacznie utrudnia rozgrywkę. Dodaje mnóstwo nowych możliwości, zadań, potworów i bohaterów niezależnych.
W dodatku pojawiają się m.in.: teren za górami na północnym wschodzie (Jarkendar), nowe potwory, gildie, przedmioty magiczne (warto tu wymienić Błędnego Ognika zamkniętego w amulecie, który może zostać towarzyszem gracza i poszukiwaczem cennych rzeczy), pasy, kostury, kilkanaście czarów i ponad 100 nowych bohaterów niezależnych. Znacznie został zwiększony poziom trudności, wszystkie potwory i postacie mają więcej siły i odporności. Do tego dochodzi mnóstwo nowych zadań, a także nowe sposoby wykonania tych już znanych. Dodatek został wydany w Polsce przez CD Projekt dość późno, bo w pierwszym kwartale 2005. W dodatku możemy również uczyć się języka budowniczych, dzięki którym możemy czytać magiczne tabliczki, które podniosą statystyki lub umiejętności.

## Nowe gildie poboczne
Nowe organizacje to: Magowie Wody, Wodny Krąg, Bandyci i Piraci.
 Magowie Wody – w Nocy Kruka ich zadaniem jest zbadanie nieodkrytych obszarów wyspy Khorinis. Są to głównie ci sami magowie wody, co w pierwszej części gry, wobec czego są negatywnie nastawieni do bohatera, ponieważ zużył on energię magiczną zbieranego przez nich stosu rudy.
 Wodny Krąg – jest organizacją zrzeszającą ludzi, którzy pomagają Magom Wody w wypełnianiu ich powinności. Krąg ten ma swoją własną zbroję (której nie można nosić publicznie) oraz pierścień z akwamarynu. Zebrania owej grupy odbywają się w gospodzie "Pod Martwą Harpią". Magowie Wody zlecają różne zadania Wodnemu Kręgowi (Bezimiennemu zlecają powstrzymanie Kruka).
 Piraci – od czasu, kiedy królewska flota została całkowicie zniszczona przez Orków, piraci nie mają kogo rabować. Ukrywają się na wybrzeżach Khorinis, a dla zabicia czasu robią interesy z mieszkańcami miasta lub wdają się w bójki z bandytami. Mimo swojej tężyzny fizycznej większość piratów ma gołębie serca – szczególnie jeśli zaoferuje się im porządną porcję grogu.
 Bandyci – w grze Gothic II bandyci występują głównie w roli rabusiów, jednak w Nocy Kruka gracz ma okazję lepiej ich poznać. W trakcie gry można znaleźć kompletny strój bandyty; takie przebranie umożliwia przeniknięcie do ich kryjówki, znajdującej się na bagnach. Można tam znaleźć kilka znajomych postaci z poprzedniej części gry.

## Jarkendar
Jest to niezbadana część wyspy Khorinis, którą Bezimienny odkrywa po zdobyciu 4 kawałków ornamentu (pierwszy gracz otrzymuje od Laresa, gdy dojdzie z nim do wykopalisk, następne musi zdobyć sam) z kamiennych kręgów. Po połączeniu fragmentów ornamentu przez Magów Wody powstaje pierścień, otwiera portal do owej krainy, zwanej też Zapomnianą Doliną Budowniczych.
- Na wschodzie od obozu Magów Wody znajdują się bagna, w których znajduje się obóz bandytów. Bagna są niebezpieczne, występują tam: Bagienne trutnie, Bagienne golemy, Czarne gobliny, Jaszczury, Bagienne szczury, Węże Błotne, Krwiopijcy. W głębi bagna znajduje się Dom Uzdrowicieli – jedna z pięciu posiadłości Budowniczych. W środku obozu bandytów znajduje się Dom Wojowników.
- Na zachodzie znajduje się plaża, na której znajduje się obóz piratów. W pobliżu plaży można dostrzec wieżę, na której urzęduje grupa bandytów. Niedaleko wieży swoje legowisko ma tam Jack Aligator – myśliwy piratów. Koło obozu piratów gracz może natknąć się na takie potwory jak: Polne pełzacze, Topielce, Kretoszczury, Ogniste Jaszczury i Cieniostwory.
- Na południowym zachodzie znajduje się wielki pustynny kanion, pełen opuszczonych kopalń i jaskiń. W kanionie znaleźć możemy Dom Uczonych. Potwory jakie możemy spotkać to m.in. Wilki, Brzytwiaki, Pustynne Szczury, Pełzacze, oraz silniejsze: Ogary, Orków, Ognistego Demona, Ogniste Jaszczury oraz Trolle. Niedaleko Domu Uczonych znajduje się małe obozowisko Orków. Przez jedna z jaskiń można przejść z kanionu na bagna.
- Na północy przeważają tereny górsko-dolinne. Tam leżą niedaleko siebie: Siedziba Strażników Umarłych i Dom Kapłanów. Znajduje się tam także grobowiec Quahodrona (przywódcy kasty wojowników) oraz chatka Eremity. Na tamtejszych terenach można spotkać: Zębacze, Gobliny, Preriowe Ścierwojady, Orków, Bagienne szczury, Polne pełzacze.

## Wersja polska
Wersja polska: Studio T-REX na zlecenie CD Projekt.

Reżyseria: Andrzej Precigs

Wymieniono jedynie postacie ważne dla fabuły dodatku.
Głosu użyczyli:
- Jacek Mikołajczak – Bezimienny
- Tomasz Marzecki – Xardas, Saturas, Cord, Fernando, Samuel, Kardif
- Adam Bauman – Diego, Lares, Dexter, Farim, Quarhodron, Garett, Tom, Coragon, Pyrokar
- Piotr Bąk – Gorn, Jack Aligator, Thorus, Myxir, Senyan, Fisk
- Jarosław Boberek – Milten, Paul, Bill, Rademes
- Paweł Iwanicki – Lester, Juan, Akil, Abuyin, Fortuno
- Janusz Wituch – Kruk, Constantino, Sędzia, Bengar, Daron, Gerbrandt, Gunnar, Karras
- Jacek Kopczyński –  Lee, Lord Hagen, Angar, Bloodwyn, Bartok,  Herold, Brian, Garvell, Elvrich, Henry, Eremita, Brandon, Cronos
- Andrzej Tomecki – Greg, Lothar, Baltram, Snaf, Lennar, Torlof
- Paweł Szczesny –  – Lobart, Orlan, Vatras, Carl, Parlan, Balthasar, Nefarius
- Przemysław Nikiel – Cavalorn, Skip, Lord Andre, Garaz, Franko
- Krzysztof Banaszyk – Sancho, Edgor, Thorben, Halvor, Merdarion
- Mirosław Zbrojewicz – Esteban, Martin, Patrick, Finn, Bromor, Brahim
- Agata Gawrońska-Bauman – obywatelki, Sagitta, Rosi, Thekla, Maria, Lucy, Hanna, Vanja
- Kinga Ilgner – Lucia, Nadja